# 베타-하이드록시산

단순한 β-하이드록시산인 3-하이드록시프로피온산의 구조

베타-하이드록시산(영어: beta-hydroxy acid) 또는 β-하이드록시산(영어: β-hydroxy acid, BHA)은 두 개의 탄소 원자로 분리된 카복실기와 하이드록실기를 포함하는 유기 화합물이다. β-하이드록시카복실산(영어: β-hydroxycarboxylic acid)이라고도 한다. β-하이드록시산은 두 가지 작용기가 하나의 탄소 원자로 분리되어 있는 α-하이드록시산과 밀접한 관련이 있다.
화장품에서 β-하이드록시산이라는 용어는 일부 "노화 방지" 크림과 여드름 치료에 사용되는 살리실산을 구체적으로 지칭한다. β-하이드록시산은 염증을 치료하는 데 사용된다.
탈수 시 β-하이드록시산은 α-β 불포화산을 생성한다.

## 산성
이 부류의 산은 비하이드록실화 카복실산과 비교할 때 강하지만 α-하이드록시산보다는 덜 강하다. 더 먼 거리로 인해 분자 내 수소 가교는 α-하이드록시산에 비해 덜 쉽게 형성된다. 다음의 표는 프로피온 계열의 일부 값을 요약한 것이다.
| 이름                   | pKa  |
| ---------------------- | ---- |
| 프로피온산             | 4.87 |
| α-하이드록시프로피온산 | 3.86 |
| β-하이드록시프로피온산 | 4.51 |

다른 β-하이드록시산으로는 다음과 같은 것들이 있다.
- β-하이드록시뷰티르산
- β-하이드록시 β-메틸뷰티르산
- 카르니틴
- 살리실산

## 같이 보기
- α-하이드록시산
- ω-하이드록시산